# Edvard Beneš
Edvard Beneš (Kožlany, 28. svibnja 1884. – Sezimovo Ústí, 3. rujna 1948.) bio je čehoslovački političar i diplomat liberalne orijentacije.

## Životopis
Prije prvog svjetskog rata profesor sociologije na Praškom sveučilištu. Za vrijeme prvog svjetskog rata, godine 1914., osniva tajni revolucionarni odbor Maffia, a početkom 1915. emigrira u Pariz, gdje kao najbliži suradnik Tomaša Masaryka radi na oslobođenju čeških i slovačkih zemalja od habsburške monarhije.
Nakon raspada Austro-Ugarske i formiranja nove države Čehoslovačke postaje ministar vanjskih poslova (1918. – 1935.), a kraće vrijeme, 1921. – 1922. i predsjednik vlade. Lider Narodno-socijalističke stranke 1920. – 1935. godine. Aktivan u Ligi naroda. Sklapa ugovor o prijateljstvu s Francuskom (1924.) i obrambeni savez zvan Mala Antanta s Jugoslavijom i Rumunjskom
Godine 1935. postaje nasljednik Masaryka na mjestu predsjednika republike. Nakon Münchenskog sporazuma u rujnu 1938., kojim su Francuska i Velika Britanija odobrile Njemačkoj pripojenje Sudeta (nadajući se da će Hitlerove osvajačke apetite usmjeriti ka istoku, protiv SSSR-a), Beneš se pokorio i odustao od pokušaja vojne obrane. Njemačka bez otpora pripaja Sudete, a Beneš 5. listopada 1938. podnosi ostavku i emigrira u SAD.
Nakon izbijanja Drugog svjetskog rata prelazi u London, gdje 1940. postaje predsjednik Nacionalnog vijeća Čehoslovačke republike, koje saveznici priznaju kao legitimnu vladu u izbjeglištvu. 
Svibnja 1945. vraća se u oslobođenu Čehoslovačku i preuzima položaj predsjednika republike, što potvrđuju i izbori održani 1946. godine. Pokušava zaustaviti komunističko osvajanje vlasti, ali u tome ne uspijeva. Na izborima 1946. Komunistička partija Čehoslovačke dobila je 38% glasova i njen lider Klement Gottwald postao je predsjednik koalicijske vlade. Vojska SSSR prisutna je na tlu Čehoslovačke, a zapadne se sile ne miješaju. U veljači 1948., nakon demonstracija koje organiziraju komunisti, predstavnici građanskih stranaka istupaju iz vlade i Gottwald stvara tzv. vladu Narodnog fronta s komunistima i socijalistima. Nastavljaja raditi na uvođenu jednostranačke vlasti i potpunom vezanju zemlje uz SSSR. U svibnju je proglašen novi ustav, a u lipnju Beneš podnosi ostavku i ubrzo poslije toga umire. Na izborima radničke stranke dobivaju 90% glasova i Gottwald postaje predsjednik Republike.

## Djela
Objavio je knjigu memoara Sjećanja 1947., a posmrtno je izdanja knjiga Od Münchena do novog rata i nove pobjede (1954.)